# Allgemeine Gartenzeitung
Allgemeine Gartenzeitung (abreviado Allg. Gartenzeitung) fue una revista ilustrada con descripciones botánicas que fue editada en Alemania. Se publicaron 24 números en los años 1833 - 1856. Fue reemplazada por Berliner Allg. Gartenzeitung.